# Брейнард (Небраска)
Брейнард (англ. Brainard) — селище (англ. village) в США, в окрузі Батлер штату Небраска. Населення — 336 осіб (2020).

## Географія
Брейнард розташований за координатами 41°10′54″ пн. ш. 97°0′8″ зх. д. / 41.18167° пн. ш. 97.00222° зх. д. (41.181602, -97.002217).  За даними Бюро перепису населення США в 2010 році селище мало площу 0,86 км², з яких 0,86 км² — суходіл та 0,00 км² — водойми.

## Демографія
Згідно з переписом 2010 року, у селищі мешкало 330 осіб у 152 домогосподарствах у складі 90 родин. Густота населення становила 385 осіб/км².  Було 174 помешкання (203/км²).
Расовий склад населення:
| - 99,7 % — білих |

До двох чи більше рас належало 0,0 %. Частка іспаномовних становила 0,9 % від усіх жителів.
За віковим діапазоном населення розподілялося таким чином: 22,1 % — особи молодші 18 років, 58,2 % — особи у віці 18—64 років, 19,7 % — особи у віці 65 років та старші. Медіана віку мешканця становила 45,5 року. На 100 осіб жіночої статі у селищі припадало 106,2 чоловіків;  на 100 жінок у віці від 18 років та старших — 107,3 чоловіків також старших 18 років.
Середній дохід на одне домашнє господарство  становив 61 604 долари США (медіана — 55 000), а середній дохід на одну сім'ю — 77 070 доларів (медіана — 70 313). Медіана доходів становила 46 750 доларів для чоловіків та 31 563 долари для жінок. За межею бідності перебувало 3,8 % осіб, у тому числі 0,0 % дітей у віці до 18 років та 10,1 % осіб у віці 65 років та старших.
Цивільне працевлаштоване населення становило 146 осіб. Основні галузі зайнятості: освіта, охорона здоров'я та соціальна допомога — 22,6 %, виробництво — 13,0 %, будівництво — 13,0 %.